# Ейбар
Ейбар (баск. Eibar (офіційна назва), ісп. Éibar) — муніципалітет в Іспанії, у складі автономної спільноти Країна Басків, у провінції Гіпускоа. Населення — 27 419 осіб (2009).
Муніципалітет розташований на відстані близько 320 км на північ від Мадрида, 41 км на захід від Сан-Себастьяна.
На території муніципалітету розташовані такі населені пункти: (дані про населення за 2009 рік)
- Агінага: 46 осіб
- Аррате: 88 осіб
- Ейбар: 27284 особи
- Мальцага: 1 особа

## Демографія
Динаміка населення (INE ):

## Уродженці
- Альберто Ормачеа (*1939 — †2005) — відомий у минулому іспанський футболіст, захисник, згодом — тренер.

- Бальтасар Альбеніс (*1905 — †1978) — відомий у минулому іспанський футболіст, захисник, фланговий півзахисник, згодом — футбольний тренер.

## Галерея зображень

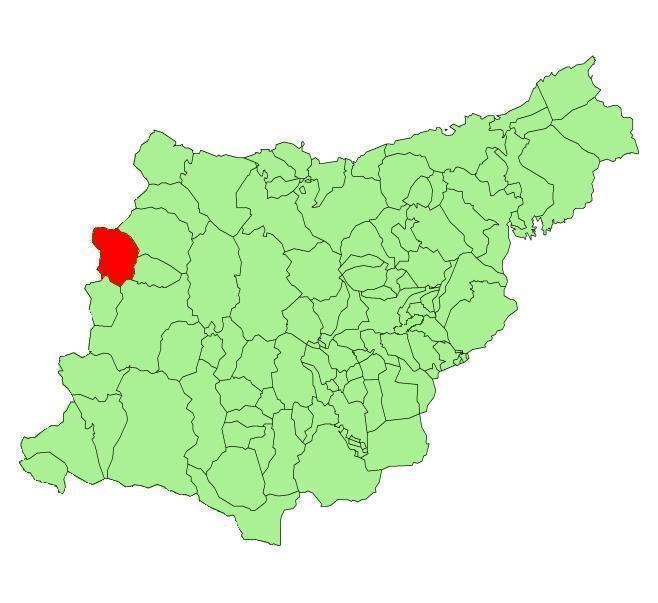
Розташування муніципалітету
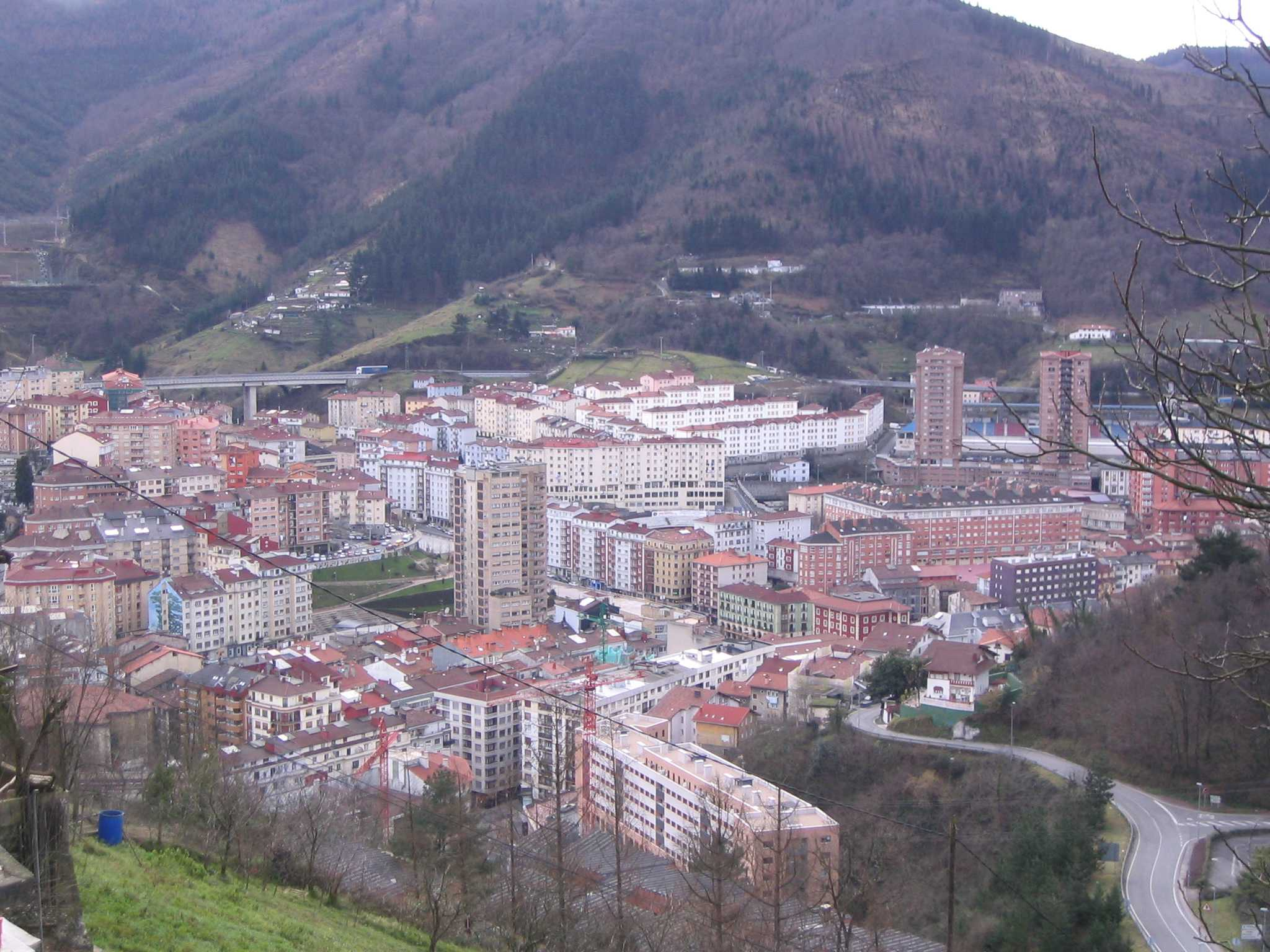
Ейбар
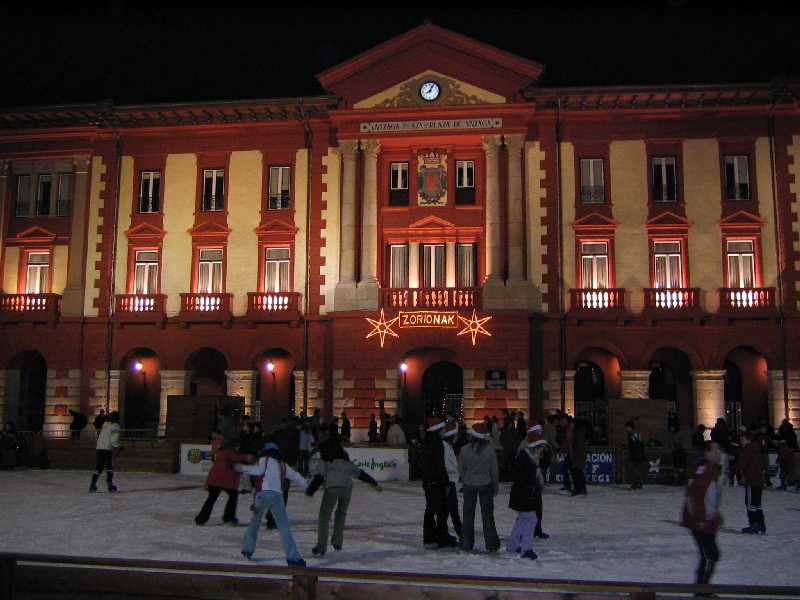
Муніципальна рада
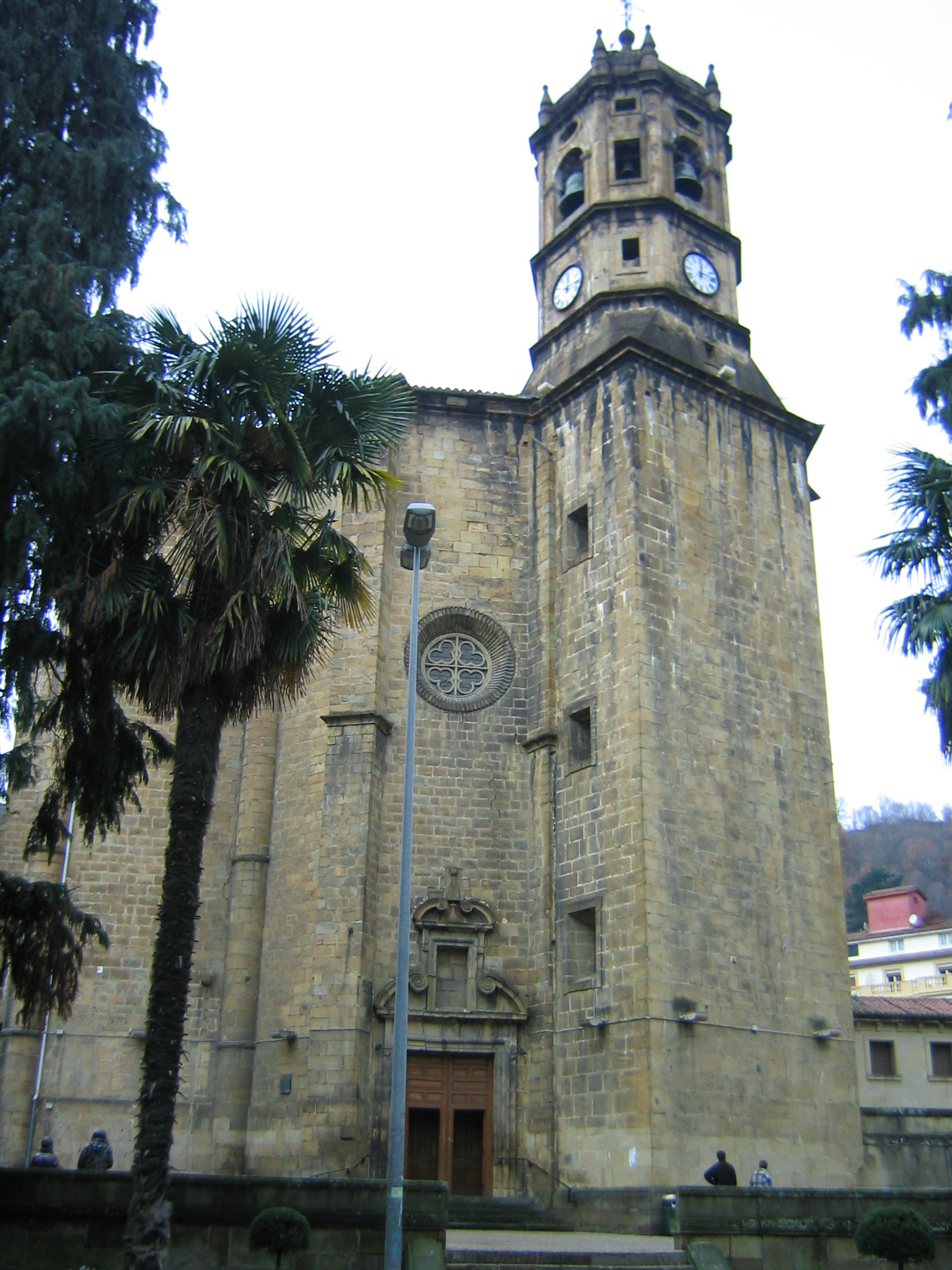
Церква Сан-Андрес-де-Ейбар